# Terra Australis
Terra Australis, Terra Australis Ignota hoặc Terra Australis Incognita (tiếng Latin: "vùng đất chưa được biết đến ở miền Nam") là một lục địa giả thuyết xuất hiện trên bản đồ châu Âu từ thế kỷ 15 đến thế kỷ 18. Tên khác của châu lục này bao gồm Magallanica hoặc Magellanica ("vùng đất của Magellan"), La Australia del Espiritu Santo (tiếng Tây Ban Nha: "vùng đất phía nam của Chúa Thánh Thần"), và La grande isle de Java (tiếng Pháp: "hòn đảo lớn của Java"). Terra Australis là một trong nhiều tên được áp dụng cho các lục địa thực tế của Australia, sau khi người châu Âu phát hiện ra nó, nó là gốc của tên hiện đại của châu lục (xem Từ nguyên, bài Australia).